# European Society for the History of Economic Thought

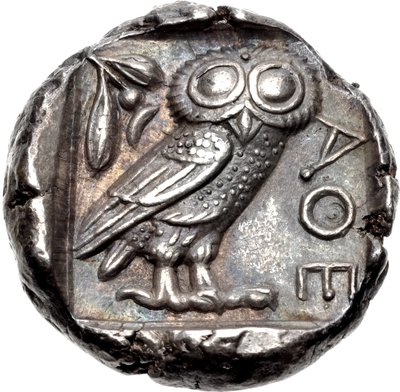
Das Logo der ESHET enthält eine ähnliche Münze mit der Eule der Minerva

Die European Society for the History of Economic Thought (ESHET, Europäische Gesellschaft für die Geschichte des Ökonomischen Denkens) ist eine europäische, wirtschaftswissenschaftliche Fachgesellschaft, die sich mit der Geschichte des ökonomischen Denkens befasst. Die Gesellschaft ist ein nicht rechtsfähiger Verein mit Sitz an der Goethe-Universität in Frankfurt am Main.

## Geschichte
Die Gesellschaft wurde im Dezember 1995 in Nizza gegründet und Luigi L. Pasinetti zum ersten Präsidenten gewählt. Auf ihn folgten 1998 Andrew S. Skinner, 2000 Bertram Schefold, 2002 Erich W. Streissler, 2004 Richard Arena, 2006 Heinz D. Kurz, 2008 Maria Cristina Marcuzzo, 2010 Harald Hagemann, 2012 Annalisa Rosselli, 2014 José Luis Cardoso, 2016 Hans-Michael Trautwein, 2018 André Lapidus, 2020 Richard van den Berg, 
2022 Vladimir Avtonomov und 2024 Richard Sturn.
Ziel ist, die Lehre und Forschung zur Geschichte des ökonomischen Denkens in Europa zu fördern. Vorher fanden Konferenzen zur Geschichte des ökonomischen Denkens meist auf nationaler Ebene statt und es gab nur geringen Austausch zwischen den unterschiedlichen Sprachen und Traditionen. Die Gesellschaft veröffentlicht Papiere ihrer Konferenzen in Sonderheften des 1993 gegründeten European Journal of the History of Economic Thought, das bei Taylor & Francis erscheint, seit 2012 alle zwei Monate. Im Jahr 2002 war die Mitgliederzahl auf über 500 Personen angewachsen.
Die ESHET verleiht jährlich Wissenschaftspreise für das beste Buch, den besten Fachartikel, den besten Nachwuchsforscher sowie einen Preis in Gedenken an den 2011 verstorbenen Gilles Dostaler.